# Pierce Mason Butler
Pierce Mason Butler (11 avril 1798, Mount Willing - 22 décembre 1846, Mexico) est un militaire et homme politique américain. Il est tué alors qu'il est colonel du régiment de Palmetto (en) lors de la bataille de Churubusco, pendant la guerre américano-mexicaine.

## Biographie

### Jeunesse
Pierce M. Butler naît dans le comté d'Edgefield en Caroline du Sud. Il est le fils de William Butler (1759–1821) (en), et le frère d'Andrew Pickens Butler et de William Butler Jr. qui serviront tous deux au Congrès des États-Unis. Il suit sa scolarité à la Willington Academy à Willington en Caroline du Sud et a pour professeur Moses Waddel.
Butler est nommé second lieutenant dans l'armée des États-Unis en 1818 et atteint le grade de capitaine avant de démissionner de sa commission en 1829. Il devient banquier et est président de la banque de l'État de Caroline du Sud.

### Carrière politique
Il entre dans la milice de la Caroline du Sud et atteint le grade de lieutenant-colonel et se distingue lors des premières années de la seconde guerre séminole de 1835 à 1842.
Il est gouverneur de Caroline du Sud de 1836 à 1838 et ne postule pas pour un deuxième mandat. Il defend un système éducatif public soutenu de par l'État. À la suite de son mandat de gouverneur, il devient agent pour les Cherokees au fort Gibson (actuellement le comté de Muskogee en Oklahoma), un poste qu'il occupe jusqu'en 1846.

#### Guerre américano-mexicaine
En décembre 1846, il obtient une commission de colonel du régiment de Palmetto des volontaires de Caroline du Sud qui comprend dix compagnies d'anciens soldats et de volontaires. Le régiment est affecté à la brigade de John A. Quitman. Au cours des marches au Mexique, Mason est souvent malade. Néanmoins, lors d'une marche de nuit lors de la bataille de Churubusco, il est atteint par une balle perdue et crie « les Caroliniens du Sud vous suivront dans la mort ! » impulsant une charge au cœur de la bataille. Le même jour, il est abattu d'une balle à la tête.

## Inhumation
À la suite de sa mort au Mexique, le corps de Butler est rapatrié en Caroline du Sud pour y être inhumé. Il est d'abord enterré à l'église episcopal de Trinity, juste à côté de la maison de l'État. En décembre 1853, son corps est déplacé dans le cimetière de la famille Butler (en) cimetière de la famille Butler, dans le cimetière de ce qui est maintenant l'église méthodiste Butler dans le comté de Saluda. Son père, le major général William Butler, est aussi enterré dans le lot ainsi que sa mère, Behethland Foote Moore Butler, sa sœur et cinq de ses six frères, le colonel Zachariah Smith Brooks, le grand-père de Preston Brooks, et deux enfants de son frère William, le seul parent qui n'est pas enterré ici. Il est enterré à l'église episcopal du Christ à Greenville. Collectivement, il y a quatre colonels, un général, un lieutenant-colonel, trois commandants, et un juge et sénateur des États-Unis. Le général était aussi un membre du Congrès.
Sa fille Emeline (ou Emmala) Elizabeth Butler épousera le futur brigadier général confédéré Abner Monroe Perrin.

## Sources
- (en) Cet article est partiellement ou en totalité issu de l’article de Wikipédia en anglais intitulé « Pierce Mason Butler » (voir la liste des auteurs).

- Ressource relative à la vie publique :   - National Governors Association
- Notice dans un dictionnaire ou une encyclopédie généraliste :   - American National Biography
- Notices d'autorité :   - VIAF
  - ISNI
  - LCCN
  - GND
  - WorldCat